# Station Guiseley
Guiseley is een spoorwegstation van National Rail in Guiseley, Leeds in Engeland. Het station is eigendom van Network Rail en wordt beheerd door Northern Rail. 